# Дмитрієв Сергій Вікторович
Дмитрієв Сергій Вікторович – український письменник. Член Національної спілки письменників України, голова Одеської обласної організації НСПУ.

## Біографія
Сергій Дмитрієв народився 04 серпня 1971 року у м. Березівка Одеської області.
Після закінчення середньої школи, з 1988 по 1993 роки, навчався в Одеському національному університеті імені І.І. Мечникова на українському відділенні філологічного факультету.
З того часу працює в університеті на кафедрі загального та слов’янського мовознавства. 

### Наукова діяльність
С. Дмитрієв є автором підручника «Методика навчання української мови», виданого у 2010 році, та понад 20 наукових статей з мовознавства та лінгводидактики. Має три авторських свідоцтва з методики навчання української мови.
У 2015 році отримав ступінь «кандидат філологічних наук» за спеціальністю «українська мова».

### Літературна діяльність
Перші твори С. Дмитрієва були опубліковані у 80-х роках ХХ століття у районній газеті «Степовий маяк»; перша книга новел під назвою «Крик» вийшла у 2003 році.
З 2004 року С. Дмитрієв – член Національної спілки письменників України. У 2009 році увійшов до складу правління Одеської обласної організації НСПУ, у 2013 році очолив обласну спілку письменників; є членом Всеукраїнської приймальної комісії НСПУ.
У 2014 році була видана збірка новел письменника «Вісті з минулого».
У 2016 році – фантастична повість для юнацтва «Цвиндрики».
С. Дмитрієв - член журі Літературної премії імені М. Кірієнка-Волошина; Всеукраїнського творчого конкурсу імені Т.Г. Шевченка. Організатор та учасник у наукових семінарів та літературних заходів.

### Захоплення
С. Дмитрієв захоплюється шахами, має звання «майстер спорту», бере участь у шахових змаганнях. Очолює шаховий гурток в Одеській станції юних техніків «Сігма».

## Нагороди
Почесна відзнака «Відмінник освіти», 2004.